# Hanns Möhler
Hanns Möhler (* 8. März 1940 in Ehingen (Donau)) ist ein deutscher Biochemiker und Pharmakologe.

## Leben
Möhler studierte von 1959 bis 1962 an der Universität Bonn Chemie und von 1962 bis 1966 an der Universität Tübingen Biochemie, wo er – nach einem Forschungsaufenthalt 1967/1968 an der Michigan State University – 1968 mit der Schrift 2[Zwei]-Keto-3-deoxy-6-phosphogluconat Aldolase aus Pseudomonas fluorescens: Struktur u. SH-Gruppen auch promovierte. Als Postdoktorand arbeitete er an der Universität Freiburg und am Medical Research Council in London. 1973 wechselte Möhle als Forschungsleiter zu Hoffmann-La Roche (Basel) in die Industrie. Ab 1977 war er Privatdozent an der Universität Freiburg, wo er 1978 mit der Schrift Biochemie des GABA-Systems im Zentralnervensystem: Stoffwechsel, Receptor, Beeinflussung durch Pharmaka und Veränderung bei Morbus Parkinson habilitiert wurde und 1984 eine außerordentliche Professur erhielt.
1988 erhielt Möhler eine gemeinsame ordentliche Professur für Pharmakologie an der ETH Zürich und der Universität Zürich, hier war er auch Direktor des Instituts für Pharmakologie. 2001 übernahm er die Leitung des dortigen National Centre of Competence in Research (NCCR) für Neurowissenschaften. 2005 ging Möhler in den Ruhestand. Sein Nachfolger am NCCR wurde Martin E. Schwab, Möhler war unter ihm noch als Vizedirektor tätig.
Möhler ist verheiratet und hat zwei Kinder.

## Wirken

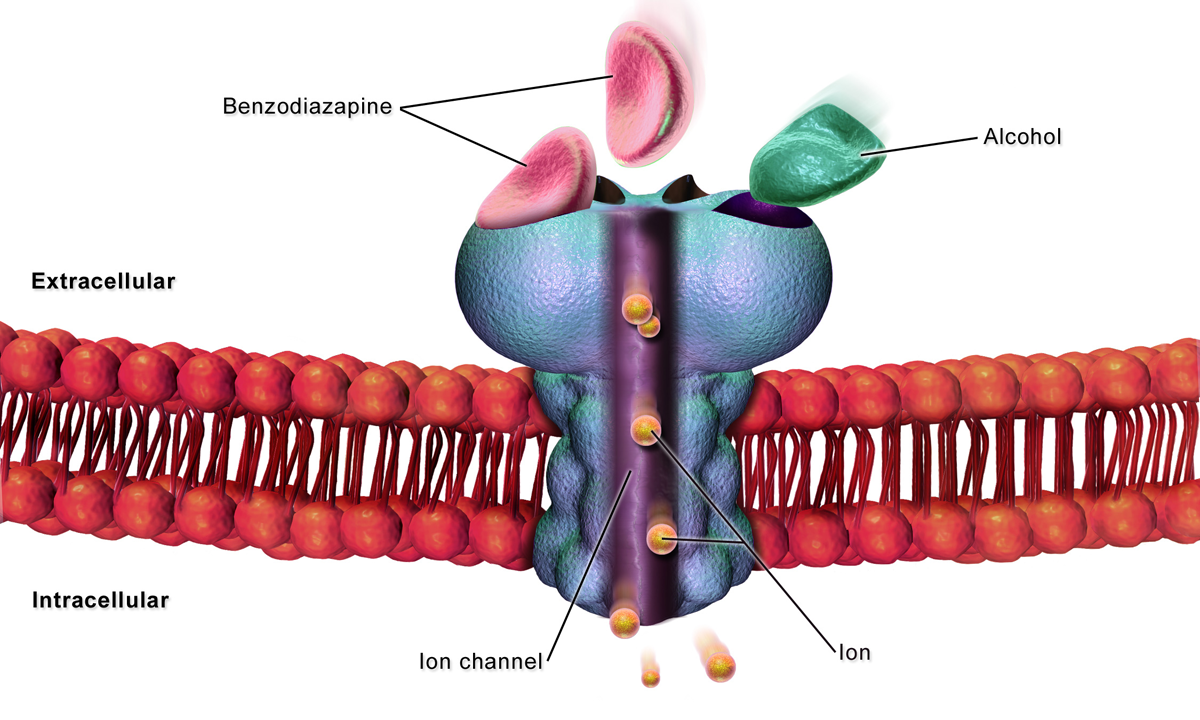
GABA-Rezeptor

Im Mittelpunkt der wissenschaftlichen Arbeit Möhlers steht die Angst. Hierbei geht es um die ihr zugrundeliegenden Mechanismen im Zentralnervensystem und um ihre Beeinflussung durch Medikamente, insbesondere Benzodiazepine. Benzodiazepine wirken anxiolytisch (angstlösend), hypnotisch (schlaffördernd), muskelrelaxierend und antiepileptisch. Ihre längerfristige Anwendung führt oft zur Abhängigkeit (siehe Schädlicher Gebrauch von Benzodiazepinen). Wenn es gelingt, die komplexen Wirkungen der verschiedenen Benzodiazepine voneinander zu trennen, könnten Medikamente entwickelt werden, die zum Beispiel nur angstlösend wirken, deren unerwünschte Nebenwirkungen aber gering ausfallen.
Es gelang Möhler, die Bindungsstelle der Benzodiazepine an den Nervenzellen des Gehirns als einen Teil der GABA-Rezeptoren zu identifizieren. GABA (γ-Aminobuttersäure) ist ein wichtiger Neurotransmitter, der auf viele Funktionen und Regelkreise im Gehirn hemmend wirkt. Benzodiazepine binden an einen spezifischen Teil der GABA-Rezeptoren und verstärken dadurch die hemmende Wirkung von GABA. Da GABA-Rezeptoren im Gehirn überall vorkommen, ist die Wirkung der Benzodiazepine sehr komplex.
Möhler fand außerdem heraus, dass es nicht nur einen einzelnen GABA-Rezeptor, sondern dass es davon eine Reihe von Untertypen davon gibt, denen er spezifische Wirkungen zuordnen konnte. Durch gezielte Punktmutationen gelang es, einzelne Komponenten der GABA-Rezeptoren in Knockout-Mäusen auszuschalten und so ihre spezifischen Funktionen zu entschlüsseln. Möhler wies zum Beispiel nach, dass eine Klasse von GABA-Rezeptoren für die beruhigende und antiepileptische Wirkung der Benzodiazepine zuständig sind, während eine andere eher angstlösend wirkt. Bei einem Stamm einer Knockout-Maus, in der ein bestimmter Anteil des GABA-Rezeptors ausgeschaltet worden war, ließen sich bestimmte Angstreaktionen nachweisen, wie sie auch beim Menschen bekannt sind. Wurden dieser Maus Benzodiazepine verabreicht, normalisierte sich deren Verhaltensweise. Im Tiermodell gelang somit erstmals der Nachweis, dass Angst auch auf einer genetischen Basis beruht und Vererbung und Umwelt bei der Entstehung der Angst in Beziehung zueinander stehen.

## Auszeichnungen (Auswahl)
- 1992 Mitglied der Academia Europaea[2]
- 2001 Ilse-und-Helmut-Wachter-Preis[3]
- 2002 Théodore-Ott-Preis der Schweizerischen Akademie der Medizinischen Wissenschaften[4]
- 2003 Goldene Kraepelin-Medaille[5][6]

2015 erschien ein zweibändiges Werk zu Möhlers Ehren: Diversity and Functions of GABA Receptors: A Tribute to Hanns Möhler.

## Schriften
Als Autor:

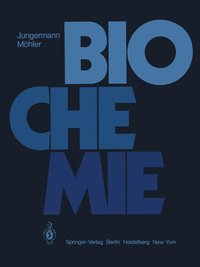
Biochemie von Jungermann/Möhler

- Mit K. Jungermann: Biochemie. Ein Lehrbuch für Studierende der Medizin, Biologie und Pharmazie Springer-Verlag 1980

Als Herausgeber:
- Mit M. DaPrada: The Challenge of Neuropharmacology. Roche 1994
- Pharmacology of GABA and Glycine Neurotransmission. Springer 2001
- Mit S. J. Enna: The GABA Receptors. Marcel Dekker 2007
- Mit J. M. Monti und S. R. Pandi-Permal: GABA and Sleep; Functional and Clinical Aspects. Springer 2010